# كارمن مونتوريول
كارمن مونتوريول بويغ (برشلونة، 1892 – برشلونة، 1966) كانت كاتبة، مترجمة، راوية، شاعرة، وكاتبة مسرحية إسبانية.
وُلدت كارمن مونتوريول بويغ في يونيو 1892 في برشلونة، داخل عائلة برجوازية ذات أصل من منطقة أَمبوردا (Ampurdán). من جهة الأب كانت من أقارب المهندس والمفكر نارسيسو مونتوريول، ومن جهة الأم من أقارب الكاتب والسياسي جوسيب بويغ بوجاديس. رغم ولادتها وعملها في برشلونة، كانت تعتبر نفسها من فيغيراس ومن أمبوردا، وكان هذا ما تعبر عنه في مناسبات عدة.
نشأت في بيئة ثقافية وفنية، وتلقت التعليم النسائي النموذجي للطبقة البرجوازية الليبرالية في تلك الحقبة. منذ الطفولة، شعرت بشغف خاص للمسرح وشاركت في عدة عروض عائلية وهواة. درست الموسيقى، وفي العشرينات من عمرها بدأت مسيرتها كعازفة بيانو كونشيرتيست، سواء منفردة أو ضمن ثلاثي مؤلف من أختها لينا على الكمان، وM. Cassadó على التشيلو. قدموا عروضًا في عدة قاعات في كتالونيا، منها قصر الموسيقى الكتالانية (Palau de la Música Catalana).
اهتمت أيضًا بالكتابة، وبدأت تكتب أولى قصائدها حوالي عام 1920، بعضها تم إلقاؤه في العلن أو نشره في مجلات تلك الفترة. شجعها حب القراءة على تعلم لغات أخرى: شاركت في أولى دورات اللغة الكتالونية التي قدمها بومبيو فابرا في معهد الدراسات الكتالونية، وأتقنت إلى جانب الكتالونية والإسبانية، الفرنسية، الإنجليزية، الألمانية، والإيطالية. هذا الإلمام بلغات متعددة وتكوينها الفكري المتين دفعها لتقدير كبار المفكرين والكتاب الأوروبيين، وغالبًا ما قامت بترجمتهم لمجرد المتعة.
في عام 1928، نشرت الترجمة الكتالونية لمجموعة سونيتات شكسبير، بالحفاظ على الشكل الشعري الأصلي. الترجمة، التي أهدتها إلى بومبيو فابرا، أثارت ضجة كبيرة في الأوساط الثقافية الكتالونية، بسبب صعوبة المشروع. على الرغم من كونها واحدة من أولى النساء اللواتي كتبن المسرح في كتالونيا، وقدمّت مسرحًا يُعتبر جريئًا، نالت سريعًا شهرة بين النقاد والجمهور. كانت ذات قناعات نسوية، كما تميزت بنشاطها الثقافي من خلال المحاضرات وقيادتها لنادي Lyceum في برشلونة.
في عام 1935، نشرت مسرحية كوميدية رومانسية بعنوان «La nit de Reis o el que vulgueu» لشكسبير، وحققت نجاحًا كبيرًا في عروضها. مع ذلك، بقيت معظم ترجماتها غير منشورة، منها ترجمات من الإنجليزية إلى الكتالونية لأعمال لورد بايرون، جون ميلتون، أوسكار وايلد، روديارد كيبلينغ؛ وقصائد لماريا تيريزا كانالز، كارمي غواش، جوسيب م. دي ساغارّا، جوسيب كارنيير، فرانسيسك بوجولس؛ وترجمات من الكتالونية إلى الفرنسية؛ وأعمال ألكسندر دوما وأناتول فرانس من الفرنسية إلى الكتالونية؛ والمسرحية «La vita che ti diedi» للويجي بيرانديللو، التي ترجمتها إلى الكتالونية.
كما تميزت أيضًا بنشاطها الثقافي، حيث ألقت محاضرات في أتينيو فيغيراس، الأتينيو الموسوعي الشعبي في برشلونة، أتينيو برشلونة، ونادي الرياضة النسائي في برشلونة، في مواضيع متنوعة مثل «العلاقات بين الرجل والمرأة»، «حياة وأعمال شكسبير»، «مسرح إبسن»، «الشعر الياباني»، «الأغنية الشعبية»، «حياة اثنين من الملحنين الرومانسيين، شوبان وليست»، و«عصر النهضة الأدبي الكتالوني» وغيرها. وكانت ناشطة في دعم تحسين التعليم النسائي والمساواة بين الجنسين. كما أدارت النادي الثقافي النسائي Lyceum Club في برشلونة.
خلال الحرب الأهلية الإسبانية، تعاونت مع مجلة Companya. ومع نهاية الحرب ونشوب الحرب الأهلية، انتهت مسيرتها الأدبية. عملت كسكرتيرة في وزارة الثقافة. بعد دخول قوات فرانكو إلى برشلونة، نُفِيَت إلى ليون في فرنسا، حيث مكثت هناك لمدة تزيد قليلاً عن عام. في عام 1940 عادت إلى برشلونة، حيث اعتنت بأمها المريضة، واستمرت في القراءة والكتابة من حين لآخر، مع التركيز على الشعر. بقي عدد كبير من قصائدها وقصصها القصيرة وترجماتها غير منشورة. جزء كبير من إرثها محفوظ في مكتبة فاجيس دي كليمنت في فيغيراس، في منطقة ألتو أمبوردان، مسقط رأس عائلتها.
توفيت في برشلونة في 26 يوليو 1966.
شعر
Quaresma. قُدِّمت في الألعاب الأدبية لبرشلونة عام 1921.

رواية
Teresa o la vida amorosa d'una dona (1932).

قصص قصيرة
Diumenge de juliol (1936).

مسرح
L'abisme. عُرضت في مسرح نوفيداديس ببرشلونة في 20 يناير 1930.
L'huracà. عُرضت في مسرح بوليوراما ببرشلونة في 25 يناير 1935.
Avarícia. عُرضت في مسرح نوفيداديس ببرشلونة في 26 أبريل 1936.
Tempesta esvaïda. قطعة شعرية موسيقية ألحان خواكيم سيرا، عُرضت في مسرح نوو ببرشلونة عام 1936.

ترجمات
سونيتات ويليام شكسبير (1928).
Cimbel.lí. أصلها من ويليام شكسبير (1930).
Nit de rei o el que vulgueu. أصلها من ويليام شكسبير (1935).
Daphne Adeane. أصلها من موريس بارينغ.

إبونيموس (الأسماء المُنسبة)
Plaza Carme Monturiol i Puig n.º 1, Barcelona
ساحة كارمي مونتوريول إي بويغ رقم 1، برشلونة.